# نور (إقليم فرنسي)
نور (بالفرنسية:Nord) هو إقليم فرنسي، يقع في أقصى شمال فرنسا، أنشأ من مقاطعة فلاندرز التاريخية وهينو، ويعد الإقليم من أكثر الأقاليم الفرنسية من حيث عدد السكان.

## تاريخ الإقليم
إقليم نور هو واحد من الأقاليم الـ 83 التي تتشكل منها فرنسا، تم إنشاؤها خلال الثورة الفرنسية يوم 4 مارس 1790، وكان يتألف الإقليم من ثلاث مناطق: منطقة فلاندرز ومنطقة هينو وأسقفية كامبراي، والتي تم التنازل لفرنسا في معاهدات متتالية (1659، 1668، 1678).

## جغرافية الإقليم
إقليم نور هو جزء من منطقة نور باس دو كاليه، ويحيط بها الأقاليم الفرنسية التالية: با دو كاليه (بالفرنسية: Pas-de-Calais)، اسين (بالفرنسية:Aisne)، وكذلك كل من بلجيكا وبحر الشمال.
يقع الإقليم في شمال البلاد على طول النصف الغربي من الحدود البلجيكية، أما المدينة الرئيسية في الإقليم فهي مدينة ليل وروبيه، والأنهار الرئيسية هي:
1. نهر يسر.
2. نهر اليس.
3. نهر اسكالت.
4. نهر اسكارب.
5. نهر سامبر.

## اقتصاد الإقليم
يعد الإقليم في طليعة الاقاليم الصناعية في فرنسا في القرن 19 الميلادي، ولكن الإقليم عانى بشدة خلال الحرب العالمية الأولى، ويواجه الآن مشاكل اقتصادية واجتماعية وبيئية مرتبطة بانخفاض التعدين والفحم، في أعقاب تراجع صناعة النسيج في ليل وروبيه.

## سكان الإقليم
إقليم نور هو أكثر الأقاليم الفرنسية سكانا، ويبلغ عدد سكانه 2,576,770 نسمة، وتبلغ مساحته 5,743 كيلومتر مربع، أما الكثافة السكانية فهي 449 نسمة لكل كلم2. وذلك وفق تعداد السكان القانوني للعام 2010.

## أعلام
- جيمي تود
- جورج لاك
- بيير فرانسوا دومون
- ريج كالندر
- ماتيو إلياس